# Utair
Utair (ryska: ОАО «Авиакомпания «ЮТэйр») är ett ryskt flygbolag med huvudkontor i Khanty-Mansiysk. Bolaget grundades 1967 som ett dotterbolag till Aeroflot men blev sitt eget företag den 28 oktober 1991. De har även under lång tid erbjudit helikopterflygningar. 2024 har Utair en flotta bestående av flygplan från Avions de Transport Regional och olika modeller av Boeing, de äldre sovjetiska modellerna har fasats ut.

## Incidenter
- Utair Flight 120